# Batilly (Meurthe e Mosella)
Batilly è un comune francese di 1 322 abitanti situato nel dipartimento della Meurthe e Mosella nella regione del Grand Est.

## Società

### Evoluzione demografica
Abitanti censiti